# Maják Smalls
Maják Smalls stojí na největším ze skupiny čedičových a doleritových útesů známých jako The Smalls zhruba 32 kilometrů západně od vesnice Malores a 13 kilometrů západně od Grassholmu. Je znám zejména kvůli tragédii z roku 1801. Je to nejvzdálenější maják provozovaný společností Trinity House.

## Historie

### Původní maják

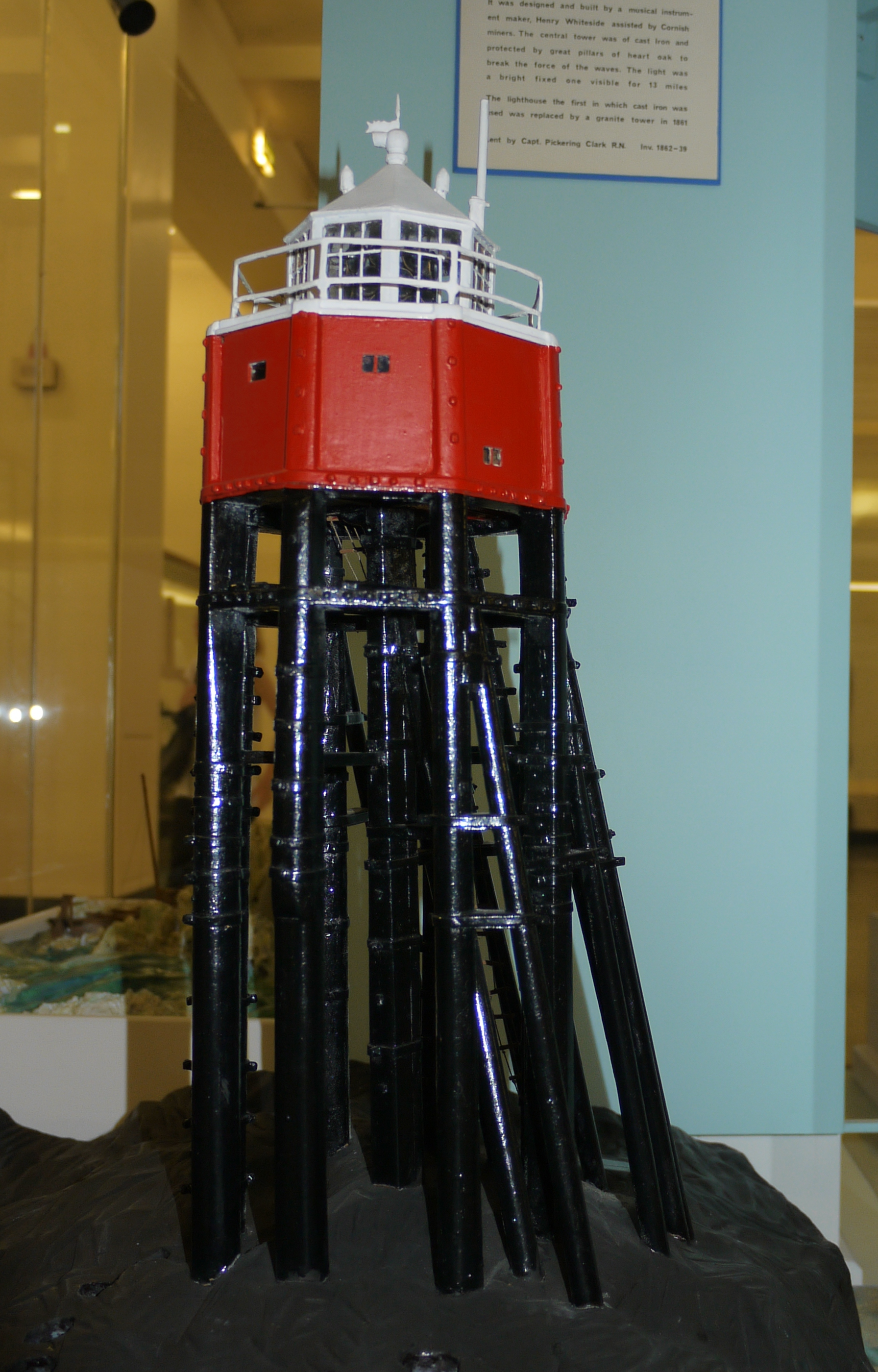
Model původního majáku

Původní maják byl postaven z popudu Johna Philipse, liverpoolského obchodníka, mezi roky 1775 a 1776 podle plánů Henryho Whitesida, výrobce hudebních nástrojů z Liverpoolu. Stál na devíti dubových pilířích vztyčených v holém moři. O světlo se staralo 8 olejových lamp umístěných ve skleněných reflektorech. V roce 1817 byly nahrazeny dvojnásobným počtem žárovek spolu s postříbřenými parabolickými reflektory, které byly mnohem účinnější. Během fungování původního majáku byly přidány další pilíře.
Prvním správcem majáku byl sám architekt Whiteside v roce 1777. Špatně si však propočítal zásoby a byl uvězněn na majáku vichřicí. Jako poslední záchranu poslal po moři vzkaz v lahvi pro svého přítele v St. Davids. Do poznámky pro nálezce připsal „Nepochybujeme, ale že kdokoli se toho ujme, bude tak milosrdný a nechá to poslat Thomasu Williamsovi, Esq, Trelithin, poblíž St. David's, Wales“. Lahev za dva dny skutečně někdo vylovil a k Whitesidovi se dostala pomoc. Od té doby na svůj výtvor nevkročil.

#### Tragédie v roce 1801

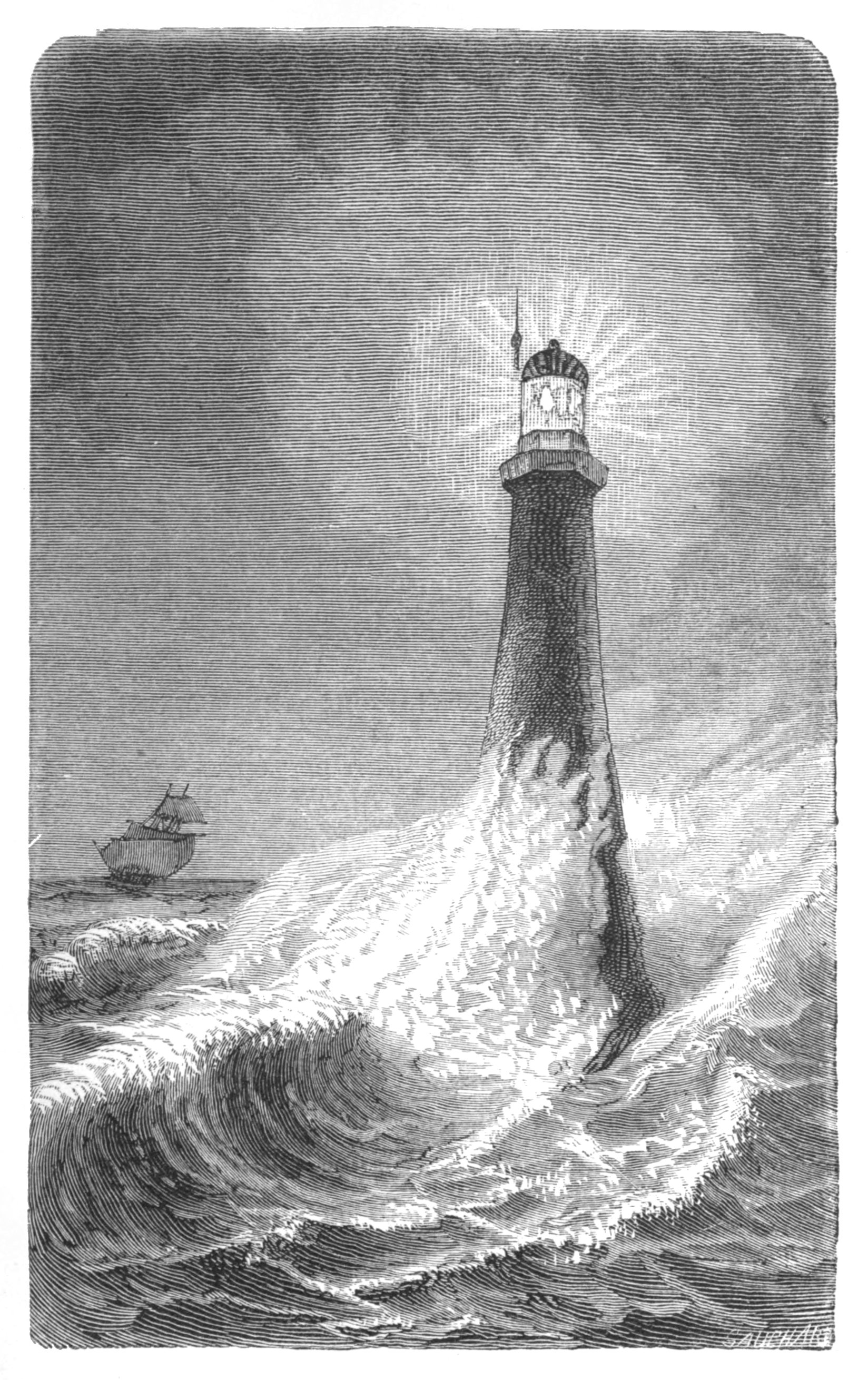
Kresba majáku Smalls v bouři, 1870

V roce 1801 sloužili na majáku Thomas Howell a Thomas Griffith. Ti byli veřejně známí tím, že se neměli rádi a často se hádali. Jednoho dne Griffith během služby zemřel (pravděpodobně na následky běžného zranění). Howell se bál, že pokud tělo hodí do moře, budou jej podezřívat z vraždy. Když se v teplé kabině majáku začalo Griffithovo tělo rozkládat, sestavil Howell provizorní rakev a umístil ji na venkovní ochoz majáku. Extrémní vítr však rakev rozbil a tělo se zamotalo do provazů přesně před okno. Howell tak měl celou dobu rozkládající se tělo svého kolegy před oknem, které kvůli větru dokonce často „klepalo“ na okno. Nemohl však odejít, neboť musel strážit maják a svou nepřítomností by mohl zabít mnoho lidí. Tragédie inspirovala několik filmů.
Údaje o tom, jak dlouhou dobu strávil Howell s mrtvým společníkem na majáku, se rozcházejí. Událost jej však natolik poznamenala, že výrazně zhubl a jeho přátelé jej téměř nepoznávali. Tato situace zapříčinila změnu britské legislativy. Od té doby museli být na majáku přítomni vždy tři lidé, aby se předešlo takové situaci. Tento zákon platil až do osmdesátých let 20. století, kdy byly majáky automatizovány.

#### Poničení majáku
Roku 1831 do majáku narazila vlna takových rozměrů, že vytrhla podlahu v kabině a rozbila ji o strop. Všichni přítomní strážci majáku byli zraněni, jeden z nich zemřel. Poškození bylo opraveno a maják sloužil ještě dalších 30 let.

### Současná stavba
Nový maják navrhl James Walker, hlavní inženýr v Trinity House. Jako předloha sloužil Eddystonský maják. Stavitelem byl pak James Douglass. Základní kámen byl položen 26. června 1857 a celá stavba byla dokončena roku 1861. V roce 1978 byl na střeše postaven heliport a roku 1987 byl maják plně automatizován. Stal se také prvním majákem ve Velké Británii, který byl plně napájen větrem a solárními panely. Ačkoli má pouze 35wattovou žárovku, pomocí čoček je vidět až na 34 km daleko. Také je prvním majákem ve Velké Británii, který měl splachovací záchod.

## V kultuře
V roce 2011 byl příběh Thomase Howella a Thomase Griffintha ztvárněn v rozhlasové hře The Lighthouse napsané Alanem Harrisem. V roce 2016 byl režisérem Chrisem Crowem natočen film The Lighthouse, který byl tímto incidentem silně inspirován.
Posledním natočeným snímkem byl horor Maják režiséra Roberta Eggerse z roku 2019. Hlavní roli ve filmu ztvárnili herci Robert Pattinson a William Defoe.